# Rosate
Rosate (Rosàa in dialetto milanese, AFI: [ruˈzɑː]) è un comune italiano di 5 647 abitanti della città metropolitana di Milano in Lombardia.

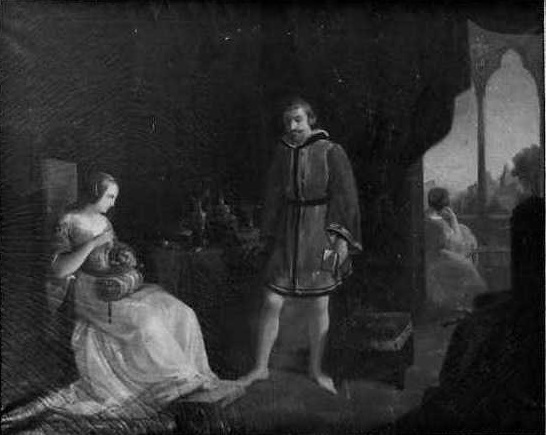
Bice del Balzo nel Castello di Rosate, Vincenzo Petrocelli, olio su tela, 1840

## Geografia fisica

### Idrografia
Il territorio del comune di Rosate è attraversato da numerosi canali artificiali per l'irrigazione dei campi. Tutti questi canali derivano (tranne due) dal Naviglio Grande, l'imponente via d'acqua che collega il fiume Ticino a Milano. Il comune è inoltre attraversato, lungo il suo confine occidentale, in prossimità di Morimondo, dal Naviglio di Bereguardo.
Rosate è priva di bacini idrici naturali o artificiali di dimensioni considerevoli, tuttavia sono presenti alcuni fontanili attivi con acqua sorgiva.

## Storia

### Le origini

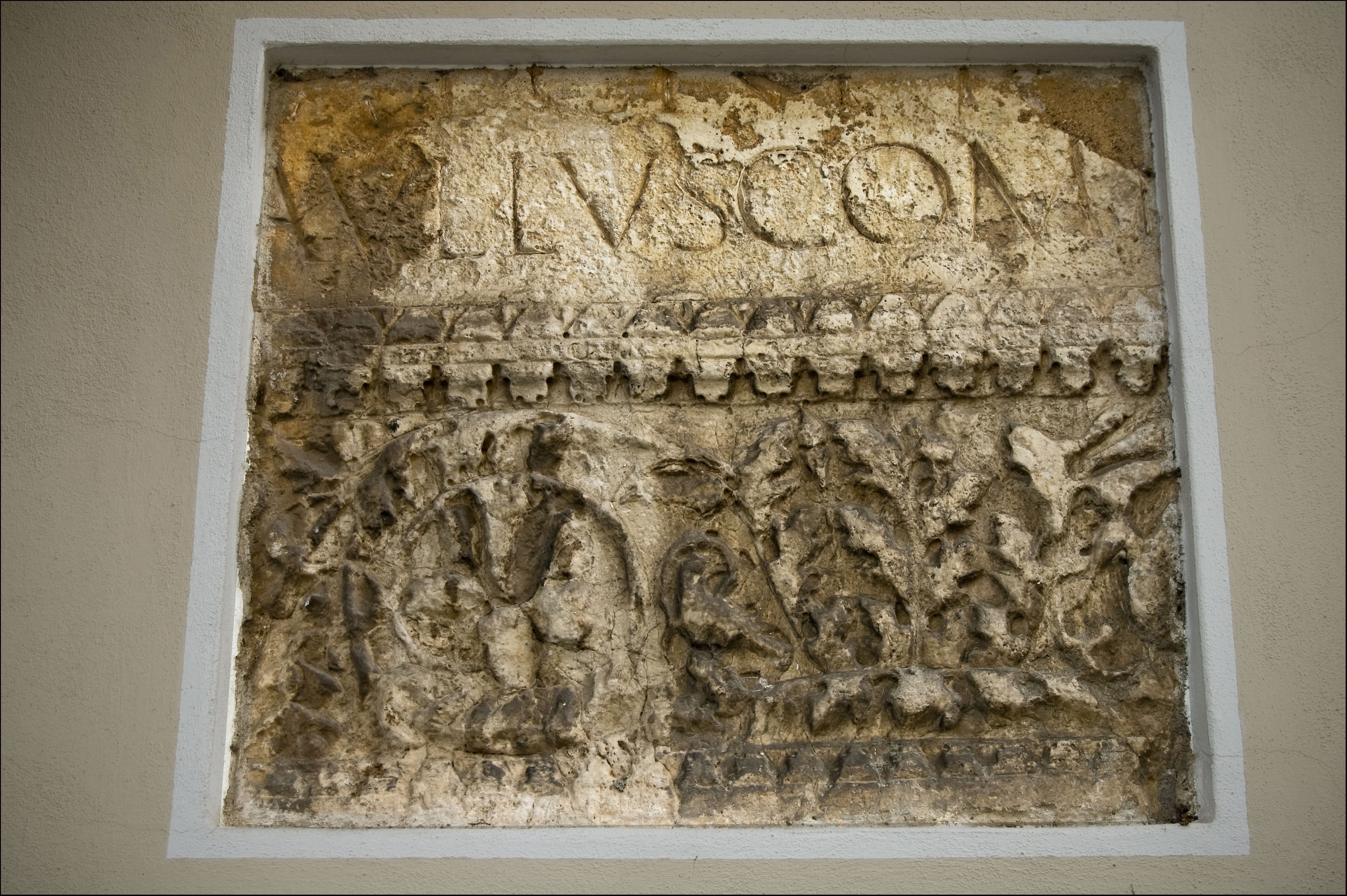
Frammento marmoreo di epoca romana rinvenuto a Rosate

L'antico villaggio di Rosate era abitato sin dall'epoca romana e dimostrazione di questo fatto sembra essere un frammento marmoreo ascrivibile all'epoca imperiale rinvenuto proprio nel territorio comunale ove si può distinguere chiaramente la scritta [...] AVLLVS COM [...], accompagnata da un fascione di decorazione con foglie di acanto.
Si ha ragione di credere ad ogni modo che il borgo fosse già importante in epoca precedente, ovvero al tempo della dominazione dei Celti come sembrerebbe suggerire il toponimo tipicamente terminante in -ate, a indicare luoghi attorniati da boschi.

### Il periodo altomedievale
Borgo importante durante tutto l'alto medioevo, Rosate fu uno dei capoluoghi storici del Contado di Burgaria, una delle contee che suddividevano la Marca di Lombardia, durante le dominazioni di Longobardi, Franchi e in parte sotto il Sacro Romano Impero Germanico. Nel X secolo divenne sede della Pieve di Santo Stefano da cui giunsero a dipendere una quarantina di chiese nell'area.
In paese si trasferì la dinastia degli Avogadri (o Avvocati) che discendevano da un ramo collaterale della potente famiglia dei da Besate; questi iniziarono a costruire un fortilizio che finirà con lo svilupparsi nei secoli successivi in un vero e proprio castello fortificato. Tra il 1018 ed il 1031, l'arcivescovo di Milano Ariberto da Intimiano, infeudò la terra di Rosate ad Anselmo IV Avogadri per ricompensarlo dell'attività da lui svolta come avvocato della Curia milanese, aggiungendovi la possibilità di erigere altri castelli nell'area, come appunto farà a Basiano (oggi frazione del comune di Morimondo).

### Il basso medioevo
Nel 1159 abbiamo notizia certa nel borgo di un fortilizio medievale che venne assaltato da Federico Barbarossa una prima volta, poi nuovamente nel 1167 ed infine dalle forze armate di Pavia nell'anno 1200. Per far fronte a questi continui attacchi, la comunità di Rosate deliberò la realizzazione di nuove fortificazioni con del legname acquistato dall'abbazia di Morimondo tra il 1236 ed il 1265.
Nel 1190 Rosate ottenne il permesso di tenere settimanalmente mercato e lo sviluppo della cittadina continuò a metà Duecento con l'istituzione di una pescheria per l'allevamento e la pesca di prodotti ittici che veniva diretta ed amministrata per conto dei feudatari dai frati Crociferi o dai Templari; tale pescheria era attiva ancora all'epoca del Catasto Teresiano in pieno Settecento.
Pur essendo feudatari in loco, gli Avogadri non avevano ad ogni modo il controllo completo di tutta la terra dal momento che gli arcivescovi di Milano disponevano ancora di notevoli possedimenti che, a partire dal 1239, vennero infeudati dall'arcivescovo Guglielmo I da Rizolio alla famiglia nobile milanese dei Pusterla. Gli Avogadri, come valvassori degli arcivescovi milanesi, a partire dal 1180 subinfeudarono a loro volta la riscossione delle decime della pieve di Rosate dapprima alla famiglia Da Rosate e poi ai Terzaghi. La presenza della vicina abbazia di Morimondo sicuramente influenzò la nascita sul territorio di numerose cascine ed aree agricole produttive sul modello delle grange certosine, con esempi nelle cascine Bertora e Canobbia, sopravvissute sino ai nostri pur con notevoli alterazioni.

### Il dominio visconteo e sforzesco
Nel 1325 il castello che fu degli Avogadri, passò a Marco Visconti, il quale diede ordine di costruire un nuovo fortilizio che però non si sovrapponesse a quello esistente. A partire dalla metà del Quattrocento, la casata degli Avogadri poteva dirsi ormai completamente decaduta al punto che non deteneva più cariche pubbliche in loco e pertanto il feudo di Rosate venne rivenduto alla regia camera ducale che lo assegnò agli Stampa e poi ai Varese (che ebbero appunto il suffisso "da Rosate") che dal 1493 ottennero titolo comitale grazie ad Ambrogio Varese da Rosate, protomedico di Ludovico il Moro.
Nel 1494 a Rosate sorse inoltre il monastero di Santa Maria della consolazione detto popolarmente "della Stella", fondato da fratelli Montanari e Candiani di Milano, retto dalle monache agostiniane. Il convento venne ad ogni modo trasferito a Milano già dal 1502.
Con la caduta di Ludovico il Moro, l'avvento dei francesi ed il ritorno degli Sforza, nel 1512 il conte Ambrogio Varese da Rosate fece formale richiesta per vedersi ripristinato il titolo di cui era stato spogliato durante la dominazione straniera; ottenne l'assenso di Massimiliano Sforza, ma nel 1521 venne nuovamente privato del titolo a favore del conte Francesco Stampa. La famiglia Varese da Rosate rientrò in possesso del proprio titolo nel 1551.

### Il periodo spagnolo
Nel 1523 il territorio di Rosate dovette sopportare la permanenza dell'esercito francese sceso in Italia a contrapporsi a quello imperiale per il dominio sul ducato di Milano e comandato dall'ammiraglio di Francia Guillaume Gouffier de Bonnivet. I soldati portarono con loro la peste e la popolazione rosatese, per scampare al pericolo, fece voto di erigere una cappella campestre dedicata a San Rocco, patrono degli appestati, sulla strada che dal cimitero del paese conduceva verso Casorate Primo.
Nel 1573 san Carlo Borromeo fece la propria prima visita sul territorio della pieve di Rosate, premurandosi anche di verificare l'avvenuta chiusura del convento degli Umiliati presente sul territorio come disposto dalla bolla papale di Pio V emanata nel 1571 a seguito di un attentato subito dal Borromeo per mano di un frate di quell'ordine. Nel 1584 l'abitato venne colpito da una epidemia di vaiolo.
Nell'ottobre del 1629, anche Rosate venne colpita dalla peste manzoniana e nel giugno del 1636 a Rosate si accamparono le truppe spagnole dirette verso il ducato di Mantova dove era scoppiata da poco una guerra di successione. I franco-piemontesi, vincitori a Vigevano, invasero ed occuparono anche Rosate.

### Il dominio austriaco
Dopo le alterne vicende del panorama storico europeo tra la fine del Seicento e l'inizio del Settecento, nel 1746 il rosatese venne occupato dapprima dagli spagnoli di Filippo V e poi dagli austriaci di Maria Teresa.
In questo stesso periodo le campagne di Rosate, largamente coltivate a vite, vennero intaccate dalla filossera e subirono notevoli problemi.
Con le riforme religiose volute dall'imperatore Giuseppe II del Sacro Romano Impero sul finire del XVIII secolo, il governo austriaco incamerò i beni del monastero di Vigano Certosino ed il castello di Coazzano che dipendevano dalla pieve di Rosate, Nel 1786 Rosate fu inserita nella provincia di Pavia. sopprimendo inoltre il capitolo canonicale della pieve che venne poi ripristinato sotto il regno di suo fratello e successore, Leopoldo II.

### Dall'epoca napoleonica alla seconda guerra d'indipendenza
Il capitolo della pieve di Rosate venne nuovamente soppresso nel 1796 con l'avvento della Repubblica Cisalpina napoleonica ed i suoi beni vennero incamerati dal demanio. Il periodo napoleonico apportò a Rosate la costruzione delle principali vie di comunicazione in direzione di Vermezzo. Nel 1797 il comune di Rosate venne inserito nel dipartimento del Ticino.
Col ritorno degli austriaci nel 1815, Rosate venne integrata nel V distretto di Pavia e vennero istituite le prime scuole elementari comunali, dirette dal parroco di Gaggiano. Il 1815 fu inoltre l'anno della mote di Niccolò Varese da Rosate, ultimo conte feudatario della città. Il 1823 fu l'anno in cui il rosatese Giuseppe Maria Bozzi, dopo essere stato per diversi anni prevosto ad Abbiategrasso, divenne vescovo di Mantova, e quasi contemporaneamente si manifestò tra gli abitanti della cittadina il desiderio di ingrandire e rimodernare la propria chiesa parrocchiale, i cui lavori si conclusero quasi un decennio dopo.
Con lo scoppio della prima guerra d'indipendenza italiana nel 1848, Rosate contribuì con notevole slancio patriottico alle spese sostenute dal governo provvisorio di Milano dopo la cacciata degli austriaci a seguito delle Cinque Giornate di Milano, inviando un ostensorio in argento, due candelabri, un aspersorio e un secchiello per l'acqua benedetta.
Nel 1859, nel pieno della seconda guerra d'indipendenza italiana, Rosate fu nuovamente al centro dei movimenti militari per l'unificazione nazionale, subendo l'occupazione delle truppe austriache che bivaccarono a lungo nelle cascine circostanti il paese per poi spostarsi dal 29 aprile di quello stesso anno in direzione di Abbiategrasso dove contavano di sorprendere i franco-piemontesi invasori; i generali francesi puntarono invece sull'attraversamento del Ticino a Ponte Nuovo di Magenta, riuscendo così a giocare sul tempo le lente truppe imperiali. Dopo la Battaglia di Magenta, il 7 giugno 1859 a Rosate entrò trionfante il generale francese Neil.

### Dall'unità d'Italia a oggi
Nel 1860, appena dopo la cacciata degli austriaci dalla Lombardia, l'ormai libero comune di Rosate deliberò l'acquisto dell'antica e pericolante chiesa di San Maurizio nel centro cittadino con l'intento di costruirvi in loco la nuova sede del municipio locale che venne completata nove anni dopo.
Nel 1911 venne aperto il primo asilo infantile comunale, mentre al 1888 risaliva l'idea della costruzione delle prime scuole elementari che verranno completate in seguito.
Durante la prima guerra mondiale, il comune di Rosate ebbe 57 caduti in tutto, ma ancor più vittime mieté in quello stesso periodo l'influenza spagnola che, portata in paese da un militare al fronte che ne era infetto, riuscì ad essere arginata solo l'anno successivo.
Nel periodo del fascismo, venne realizzata a Rosate un'importante opera pubblica consistente in una fognatura comunale che andava a sostituirsi a un canale di scolo generale realizzato anni prima.
Dopo la fine della seconda guerra mondiale e l'istituzione della Repubblica Italiana, Rosate venne chiamata a fronteggiare un nuovo dramma: dopo settimane di intense piogge, per lo straripamento di molti dei canali irrigatori presenti sul territorio comunale, quasi tutto il paese rimase allagato, con picchi in alcune case di un metro d'altezza. La medesima alluvione si ripeté anche nel 1967.

### Simboli
La descrizione araldica dello stemma è la seguente:

Lo stemma è stato riconosciuto con decreto del capo del governo del 10 novembre 1932. È uno stemma parlante in quanto richiama apertamente il nome del borgo stesso e deriva dall'elaborazione degli antichi stemmi delle due famiglie più note nella storia del comune, i da Roxato di origine longobarda e i Varesi di Rosate. Il primo, riportato nel XV secolo a p. 312 dello Stemmario Trivulziano, si può così blasonare: d'argento, alla rosa recisa di rosso, bottonata d'oro, i sepali, lo stelo e le foglie di verde. Quello dei Varesi di Rosate, titolari del feudo dal 1493, è descritto nel Dizionario storico-blasonico di Giovan Battista di Crollalanza.
La descrizione araldica del gonfalone è la seguente:

## Monumenti e luoghi d'interesse

### Architetture religiose

#### Chiesa Prepositurale di Santo Stefano

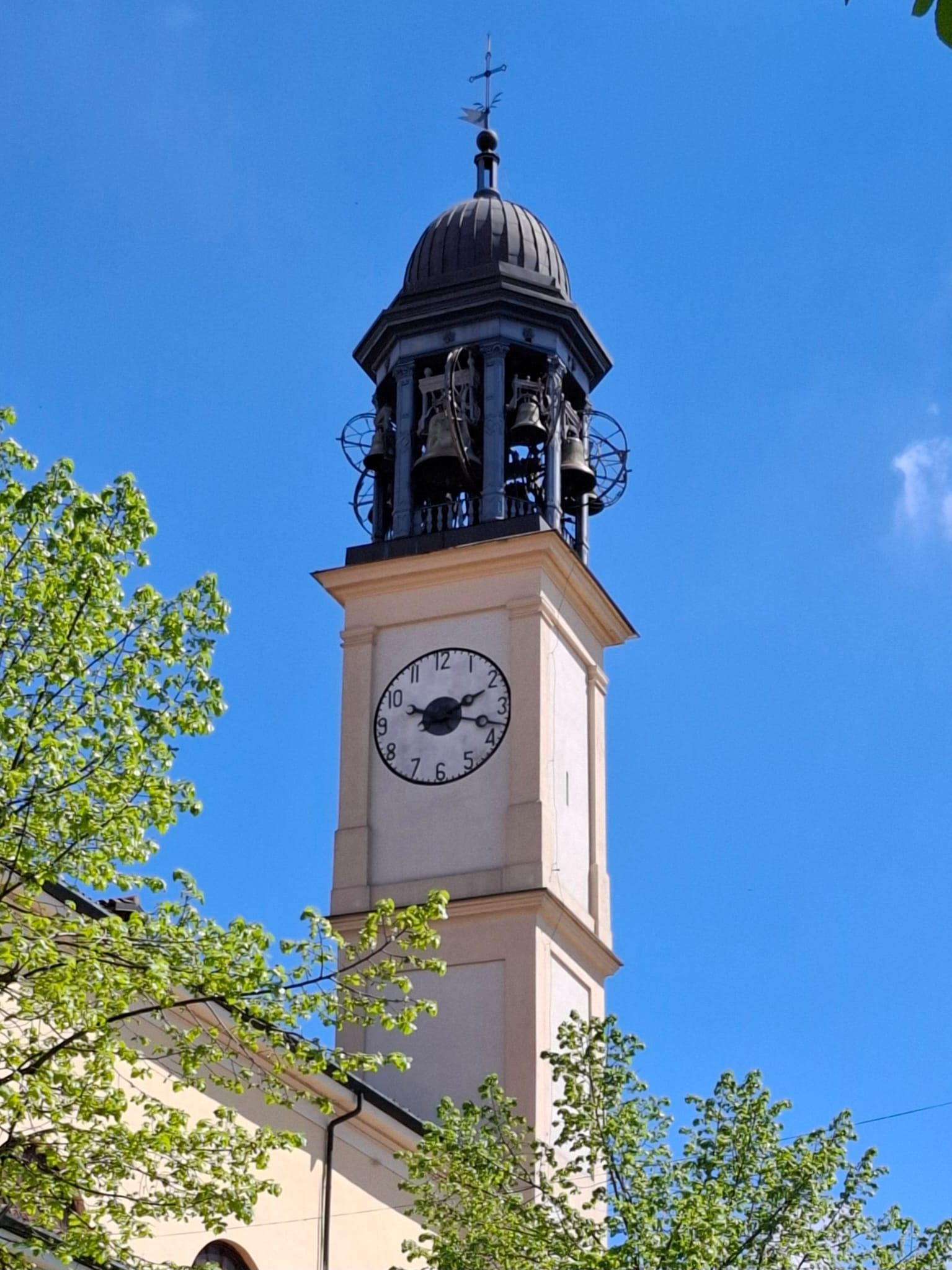
Il campanile della Chiesa di Santo Stefano

La chiesa prepositurale di Rosate affonda le proprie radici all'istituzione della pieve locale nel X secolo, con la costruzione di un primo tempio sacro di stile romanico a partire dal 1059. L'antichità della struttura è dimostrata dalla presenza di un battistero (da cui il termine di chiesa battesimale concesso a tutte le capopievi) di forma esagonale che già viene rilevata in una planimetria dell'edificio del 1573 e che era sicuramente più antica.
Dopo diverse mutazioni, la chiesa venne ricostruita nelle forme attuali a partire dal 1836. Già dal 1803 erano ad ogni modo stati intrapresi dei primi lavori: su iniziativa del prevosto Giandomenico Rognoni e col contributo popolare, il campanile della chiesa prepositurale era stato rialzato. Il primo progetto per la costruzione della chiesa venne preso in considerazione nel 1827 e venne affidato a Luigi Cagnola, celebre architetto dell'Arco della Pace di Milano, il quale però presentò un progetto giudicato eccessivamente monumentale e dispendioso e per questo si ripiegò su un progetto più modesto presentato alla commissione incaricata dall'architetto Annibale Ratti che mirava a recuperare il campanile e alcune parti del presbiterio già esistenti in loco. La cifra necessaria a realizzare il nuovo progetto viene reperita tramite un mutuo contratto col Pio Istituto Elemosiniere di Pavia, oltre ad accettare un prestito del facoltoso rosatese Mario Corsi ed a vendere la chiesa di San Salvatore a Bettola e quella di San Martino di Rosate, concedendo però alla parrocchia di continuare ad officiare le messe in quest'ultima sino a quando non fosse stata completata la fabbrica della nuova chiesa.
Sul campanile della chiesa prepositurale troviamo un concerto di 8 campane in Sib2 fuse dalla Fonderia Barigozzi di Milano nel 1888; la sesta campana venne rifusa nel 1952 dalla Fonderia Luigi Ottolina di Seregno. Sul campanile è inoltre stata recuperata e ripristinata la vecchia tastiera per il suono "a festa" delle campane.
Il campanile è alto in tutto 44 metri.
Il Sib2 ha un diametro di 161 cm, superando la campana maggiore di Casorate Primo (Si2) di soli 10 cm. Inoltre il concerto avendo 8 campane è uno dei 2 concerti più grandi per numero del decanato di Abbiategrasso, alla pari dei concerti di Vermezzo con Zelo (chiesa di San Zenone) anche questo con 8 campane.

#### Oratorio di San Giuseppe
La chiesa dedicata a san Giuseppe venne costruita nel 1721 ca., l'edificio ad aula si affaccia sull'asse principale della città con una facciata settecentesca posta proprio sul limitare della via. Sia l'interno che la parte absidale risentono di un certo manierismo barocco, con molte decorazioni a stucco dorato, lesene e porte in legno dipinto tutto di pregevole fattura. L'altare mantiene l'originale posizione prima della riforma liturgica tutto in marmi policromi.
Al suo interno si può ammirare la Via Crucis del pittore futurista Cesare Andreoni.

### Architetture civili

#### Fortilizio medievale

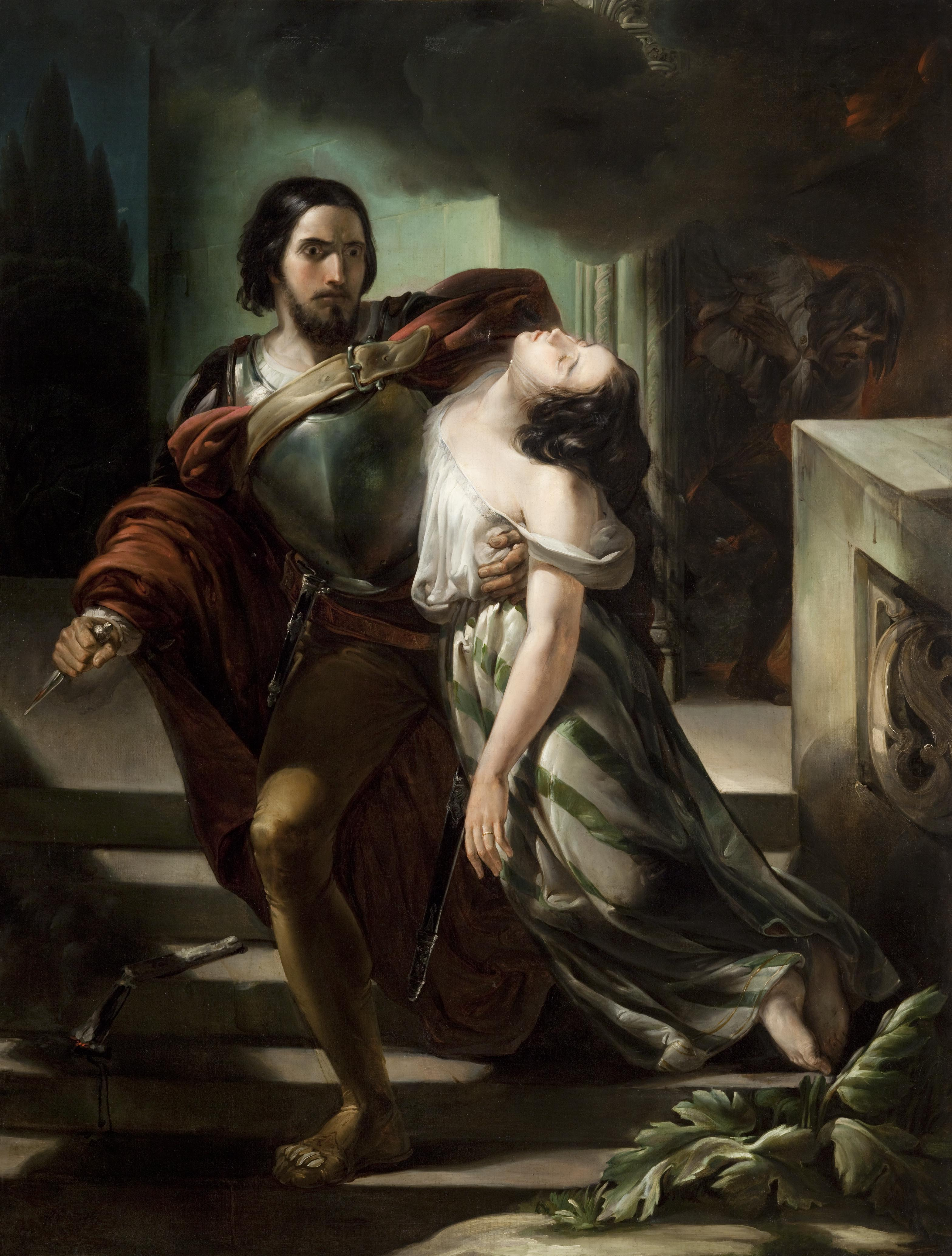
Dipinto di Carlo Arienti che rappresenta il ritrovamento di Bice del Balzo da parte di Marco Visconti nel sotterraneo del fortilizio

Il fortilizio medievale, chiamato dai locali “castello”, ha una natura difensivo-militare, sito nel borgo di Rosate ha come origine, probabilmente, quella che era la piantina di un antico fortilizio romano. Le prime notizie di una struttura difensiva a Rosate risalgono al 1159 quando esso venne assediato e conquistato dalle truppe di Federico Barbarossa, per poi subire un nuovo assedio dalle forze armate della città di Pavia nell'anno 1200. Esso venne ricostruito nelle forme attuali tra il 1323 ed il 1329 dalla famiglia milanese dei Torriani, ma già con l'avvento alla signoria di Milano dei Visconti esso perse gran parte delle proprie funzioni difensive.
La struttura, pesantemente rimaneggiata nel corso dei secoli, si presenta oggi come una costruzione in mattoni ed intonaco, caratterizzata da una torretta a tre piani, contraddistinta in facciata da una pregevole finestra ad arcate multiple in cotto, il tutto sovrastato da una merlatura alla ghibellina. Sono ancora chiaramente visibili degli scassi nei muri per i bolzoni del ponte levatoio che un tempo garantiva o bloccava l'accesso alla struttura. Nonostante in loco la struttura sia denominata “castello”, la stessa non presenta le caratteristiche per essere considerata tale.
Lo scrittore e storico Tommaso Grossi, raccontò nel suo romanzo Marco Visconti una tragedia consumatasi proprio a Rosate. Invaghitosi della giovane Bice Del Balzo, figlia del conte Del Balzo, Marco decise di sposarla ad ogni costo, anche a costo di scontrarsi col cugino che con lei aveva promesso di sposarsi. Tra i due scoppiò il duello, ma intanto Marco aveva dato ordine di far rapire segretamente la ragazza e di rinchiuderla nei sotterranei del castello di Rosate. Pentitosi del male causato, Marco si riappacificò col cugino, gli diede il suo consenso al matrimonio e si portò con lui a prelevare la ragazza, ma si rese conto che questa, presa dalla disperazione, si era già uccisa.

#### I mulini e le pile

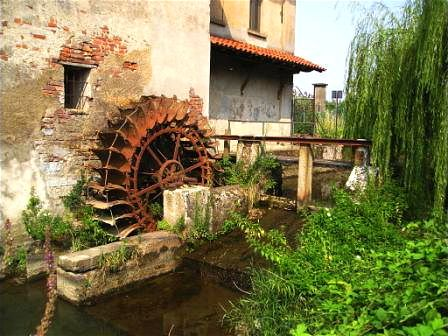
Il mulino delle Umiliate in via Gallotti sulla roggia Mischia

Delle decine di mulini e pile per il riso (luoghi ove si eseguiva meccanicamente la pilatura dei chicchi) attivi in Rosate, fino agli anni cinquanta del novecento, solo il mulino di via Gallotti (mulino delle Umiliate) rimane attivo e regolarmente funzionante.

#### Le cascine

##### Cascina Contina
Dal 1997 la cascina e i terreni circostanti ospitano una comunità di recupero per situazioni disagiate di vario genere. Nasce dall'esperienza della Associazione di Volontariato Comunità Agricola Tainate, che ha iniziato nel 1981 la propria attività nel campo dell'accoglienza e del recupero dei giovani tossicodipendenti.

##### Cascina Gaggianese

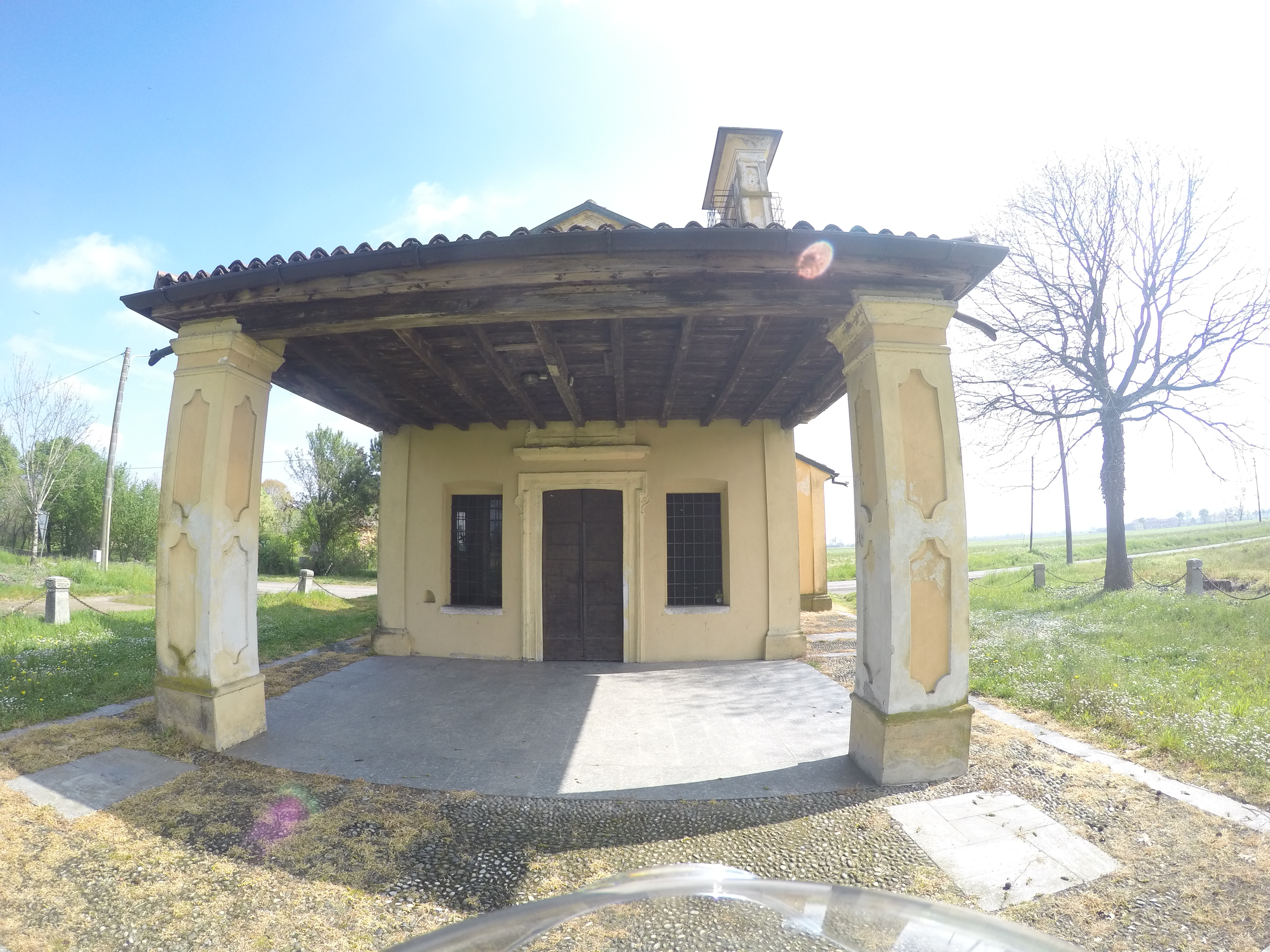
Località Gaggianese

Il nome della cascina deriva da "gaggio", parola longobarda traducibile in "proprietà recintata", quindi di uso esclusivo, ed è un indizio quasi sicuro dell'antichità del luogo. Ciò non significa che gli edifici siano altrettanto antichi; comunque nel catasto del 1558 la località appare staccata da Rosate e censita a parte, almeno fino al '700.

##### Cascina Longona
Il nome della cascina deriva dalla famiglia che l'ebbe costruita. Precisamente si tratta di Giovanni Longoni, commerciante milanese, che nel 1476 iniziò l'attività con un mulino mosso dalla roggia Gambirone che usciva dal Naviglio Grande (poi chiamata Longona fino alla cascina), dopo aver ottenuto il permesso ducale. Presso la cascina sorgeva pure un oratorio dedicato a Sant'Ambrogio.
Attualmente è di proprietà della Famiglia Invernizzi che praticano l'allevamento di bovini da latte. In passato, dagli anni sessanta fino al 1972, parte della cascina era utilizzata dall'allevamento di suini di Antonio Codazzi.

##### Cascina di Mezzo
Ristrutturata nei primi anni '90, dal 2009 ha convertito la sua attività produttiva, destinando circa 2 ha alla produzione di frutti di bosco: in particolare viene coltivato il mirtillo gigante americano, oltre a fragole, more e lamponi. La produzione viene destinata alla vendita diretta, presso i locali della stessa azienda. Nel 2015 è stato impiantato un frutteto con prevalenza di varietà antiche; nel 2016 è stato realizzato un impianto di bambù gigante destinato alla commercializzazione.
La cascina è visitabile e vanta un antico forno, dove in tempi lontani confluivano da altre fattorie per panificare. Anticamente faceva parte del podere della cascina Confaloniera.

##### Cascina Crosina
Recentemente ristrutturata e adibita a residenza condominiale, la cascina Crosina è uno dei luoghi storici del paese. Sorge a ridosso degli antichi fossati a sud del borgo, ed è ancora visibile la parte antica, originaria, costituita dalla porzione comprendente la colombaia, evoluzione di un luogo fortificato un tempo utilizzato come punto di avvistamento. Le colombaie o "colombere" erano edifici abitati da nobili secondo il modello delle case-torri; l'allevamento dei colombi era infatti praticato solo da famiglie benestanti che potevano adattare a tale scopo l'ultimo piano della loro casa.
Il nome della cascina trae origine da una delle nobili famiglie che l'ebbero in proprietà dal 1619 alla prima metà del '700: i Confalonieri.
La troviamo invece citata per la prima volta col nome di "Cascina di Sopra", in un atto catastale redatto nel 1558. Qui vengono riportati per ogni località i maggiori proprietari dei quali si fornisce, tra parentesi, la superficie espressa in pertiche relative alle sole abitazioni (ASCMi fondo località foresi, cartella 339 e 40). Negli atti risulta che la cascina apparteneva a Fabrizio Avvocati (o Avogadri) la cui proprietà si estendeva per 685 pertiche. Dal Catasto Teresiano del 1755 si evince invece il passaggio della proprietà dai Confalonieri ai Visconti: proprietario della cascina è ora il conte Giovan Battista Visconti del fu Giuseppe.
Nel foglio 547 la cascina viene descritta come "casa da massaro con pila" in mappa al n.544 ed aia al n.545 di 14 pertiche (9163,252 m²) per un valore catastale di 152 scudi e lire 4.
Dal 1761 fittavoli erano i fratelli Cattaneo mentre nella seconda metà dell'800 passò di proprietà al deputato socialista Giuseppe Gallotti che alla sua morte, il 14 marzo 1887, la lasciò in eredità al figlio. Nei primi anni del '900 fittavoli erano i Torriani, anni in cui il fondo fu diviso in tre distinte proprietà.

## Società

### Evoluzione demografica

#### Dati preunitari
I dati preunitari rilevati dall'Archivio di Stato di Milano sono ii seguenti:
Anno 1 751 abitanti 1301
Anno 1 771 abitanti 1578
Anno 1 805 abitanti 1722
Anno 1 853 abitanti 2090
Anno 1 859 abitanti 2353

#### Dati postunitari
I dati postunitari sono i seguenti:
Abitanti censiti

Gli abitanti di Rosate possono assumere due nomi: Rosatesi o Rosatini.
Rosatesi sono coloro che si sono trasferiti da altro comune, Rosatini invece usano autodefinirsi i nativi del luogo.

## Cultura

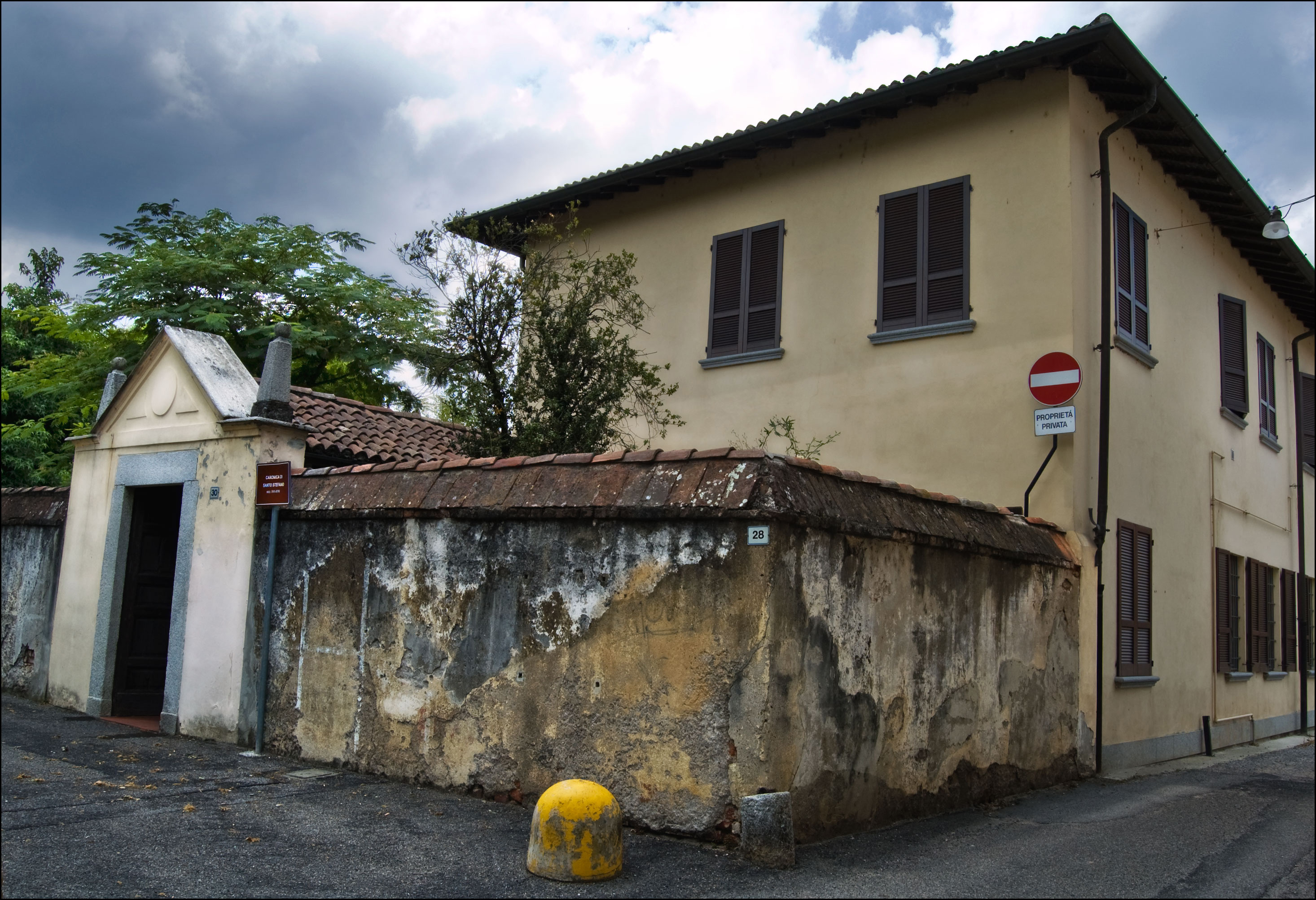
L'antica Collegiata oggi sede della biblioteca e dell'archivio plebano

### Biblioteche
La biblioteca parrocchiale don Luigi Negri fu fondata nel 1985, nel 2019 è stata ceduta dalla Diocesi al Comune in comune accordo.

### Musica
Rosate è la località in cui vive il cantautore Renato Pareti co-autore del brano "come si cambia" portato al successo da Fiorella Mannoia.
Nel comune è presente una filarmonica fondata nel 1899.

## Amministrazione

### Elenco dei sindaci di Rosate
| Periodo    | Periodo    | Primo cittadino        | Partito                   | Carica                  | Note |
| ---------- | ---------- | ---------------------- | ------------------------- | ----------------------- | ---- |
| 1846       | 1876       | Gaspare Oldrati        |                           | sindaco                 |      |
| 1876       | 1887       | Guglielmo Daccò        |                           | sindaco                 |      |
| 1898       | 1902       | Camillo Bozzi          |                           | sindaco                 |      |
| 1903       | 1914       | Guglielmo Daccò        |                           | sindaco                 |      |
| 1914       | 1920       | Attilio Ticozzi        |                           | sindaco                 |      |
| 1920       | 1923       | Luigi Bertocchi        |                           | sindaco                 |      |
| 1923       | 1925       | Camillo Bozzi          |                           | sindaco                 |      |
| 1925       | 1929       | Battista Maganza       |                           | podestà                 |      |
| 15/03/1929 | 4/08/1929  | Giuseppe Mocchi        |                           | commissario prefettizio |      |
| 4/08/1929  | 15/07/1930 | Virginio Scevola       |                           | commissario prefettizio |      |
| 1930       | 1935       | Angelo Ripa            |                           | podestà                 |      |
| 1935       | 1938       | Angelo Allievi         |                           | podestà                 |      |
| 1939       | 1944       | Ermenegildo Vismara    |                           | podestà                 |      |
| 1944       | 1945       | Francesco Agnelli      |                           | podestà                 |      |
| 1945       | 1946       | Luigi Bertocchi        |                           | sindaco                 |      |
| 1948       | 1951       | Ernesto Perondi        |                           | sindaco                 |      |
| 1951       | 1964       | Luigi Sacchi           |                           | sindaco                 |      |
| 1964       | 1970       | Mansueto Belloni       |                           | sindaco                 |      |
| 1970       | 1972       | Giovanni Chiesa        |                           | sindaco                 |      |
| 1972       | 1972       | Alberto Ardia          |                           | commissario prefettizio |      |
| 1972       | 1978       | Mansueto Belloni       |                           | sindaco                 |      |
| 1978       | 1988       | Maria Grazia Tarantola | centro-destra             | sindaco                 |      |
| 1988       | 2001       | Pierluigi Pasi         | lista civica              | sindaco                 |      |
| 2001       | 2006       | Gian Pietro Cattoni    | lista civica Rosate Verde | sindaco                 |      |
| 2006       | 2011       | Pierluigi Pasi         | lista civica Rosate Viva  | sindaco                 |      |
| 2011       | 2021       | Daniele Del Ben        | lista civica Per Rosate   | sindaco                 |      |
| 2021       | in carica  | Carlo Tarantola        | lista civica Per Rosate   | sindaco                 |      |

### Gemellaggi
- Tarnowo Podgórne
- Rohrdorf

## Sport
Ha sede nel comune la società di calcio Polisportiva Rosatese, che ha disputato campionati dilettantistici regionali. 
Nell’Oratorio San Luigi è presente anche la squadra dell’Olimpia 94. Sono inoltre presenti altre società sportive di volley, basket, arti marziali.